# Gema Pascual
Gema Pascual Torrecilla (Madrid, 12 de enero de 1979) es una deportista española que compitió en ciclismo en la modalidad de pista, especialista en la prueba de puntuación.
Ganó una medalla de bronce en el Campeonato Mundial de Ciclismo en Pista de 2006, en la carrera por puntos, y dos medallas en el Campeonato Europeo de Ómnium, plata en 2007 y bronce en 2005.
Participó en los Juegos Olímpicos de Atenas 2004, ocupando el séptimo lugar en la carrera por puntos.

## Medallero internacional
| Campeonato Mundial | Campeonato Mundial     | Campeonato Mundial | Campeonato Mundial |
| Año                | Lugar                  | Medalla            | Competición        |
| ------------------ | ---------------------- | ------------------ | ------------------ |
| 2006               | Burdeos (Francia)      | Medalla de bronce  | Puntuación         |
| Campeonato Europeo |                        |                    |                    |
| Año                | Lugar                  | Medalla            | Competición        |
| 2005               | Fiorenzuola (Italia)   | Medalla de bronce  | Ómnium             |
| 2007               | Alkmaar (Países Bajos) | Medalla de plata   | Ómnium             |

1. 1 2  Campeonato Europeo realizado sólo para la disciplina de ómnium.